# Lista över Egyptens statsöverhuvuden
För lista över Egyptens presidenter (1953-framåt), se Egyptens president.
Detta är en lista över Egyptens statsöverhuvuden från 1805 och 1953. För antikens faraoer, se artikeln Egyptens härskare.

## Walis(guvernörer) av Egypten 1805-1867
| Wāli                                               | Porträtt | Relation till föregångare | Regerade från    | Regerade till    | Öde                                                                                |
| -------------------------------------------------- | -------- | ------------------------- | ---------------- | ---------------- | ---------------------------------------------------------------------------------- |
| Muhammad Ali Pasha محمد علي باشا                   |          | —                         | 18 juni 1805     | 20 juli 1848     | - Ersattes av Ibrahim Pascha på grund av sviktande hälsa; - Dog i Alexandria 1849. |
| Regentskap rådet[c] (15 april 1848 – 20 juli 1848) |          |                           |                  |                  |                                                                                    |
| Ibrahim Pasha إبراهيم باشا                         |          | son[d]                    | 20 juli 1848     | 10 november 1848 | - Regerade tills sin död i Kairo.                                                  |
| Abbas Helmi I Pasha عباس حلمي باشـا                |          | Brorson                   | 10 november 1848 | 13 juli 1854     | - Regerade till sin död i Banha; - Lönnmördad under oklara omständigheter.[e]      |
| Muhammad Sa'id Pasha محمد سعيد باشا                |          | Halv farbror              | 14 juli 1854     | 18 januari 1863  | - Regerade fram till sin död.                                                      |
| Isma'il Pasha إسماعيل باشا                         |          | Halv brorson              | 19 januari 1863  | 8 juni 1867      | - Blev Khedive.                                                                    |

## Khediverav Egypten 1867-1914
| Khedive                               | Porträtt | Relation till föregångare | Regerade från  | Regerade till    | öde |
| ------------------------------------- | -------- | ------------------------- | -------------- | ---------------- | --- |
| Isma'il Pasha إسماعيل باشا            |          | Se ovan                   | 8 juni 1867    | 26 juni 1879     | - Avsattes av britterna, och Frankrike - formellt tas bort av Ottoman Sultan Abdul Hamid II; - Dog i exil i Istanbul 1895. |
| Muhammad Tawfiq Pasha محمد توفيق باشا |          | Son                       | 26 juni 1879   | 7 januari 1892   | - Regerade fram till sin död. - Dog i Helwan.                                                                              |
| Abbas Helmi II Pasha عباس حلمي باشـا  |          | Son                       | 8 januari 1892 | 19 december 1914 | - Avsattes av britterna efter utbrottet av första världskriget; - Abdikerade 1931;[f] - Dog i exil i Genève 1944.          |

## Sultanerav Egypten 1914-1922
| Sultan                       | Porträtt | Relation till föregångare | Regerade från    | Regerade till  | Öde                                          |
| ---------------------------- | -------- | ------------------------- | ---------------- | -------------- | -------------------------------------------- |
| Hussein Kamel حسين كامل      |          | Halv farbror              | 19 december 1914 | 9 oktober 1917 | - Regerade fram till sin död. - Dog i Kairo. |
| Ahmed Fuad I أحمد فؤاد الأول |          | Halvbror                  | 9 oktober 1917   | 15 mars 1922   | - Blev Kung.                                 |

## Kungarav Egypten 1922-1953
| King                           | Porträtt            | Relation till föregångare                                                         | Regerade från | Regerade till | Öde                                                                                   |
| ------------------------------ | ------------------- | --------------------------------------------------------------------------------- | ------------- | ------------- | ------------------------------------------------------------------------------------- |
| Ahmed Fuad I أحمد فؤاد الأول   |                     | Se ovan                                                                           | 15 mars 1922  | 28 april 1936 | - Regerade fram till sin död. - Dog i Kairo.                                          |
|                                |                     | Regencies i Egypten [g] Tar makten från kung Farouk I (8 maj 1936 – 29 juli 1937) |               |               |                                                                                       |
| Aziz Ezzat Pasha               | Prince Muhammad Ali | Sherif Sabri Pasha                                                                |               |               |                                                                                       |
| Farouk I فاروق الأول           |                     | Son                                                                               | 28 april 1936 | 26 juli 1952  | - Tvingades abdikera av den egyptiska revolutionen 1952 - Dog i exil i Rome 1965.     |
| Militärkupp / Revolution[b]    |                     |                                                                                   |               |               |                                                                                       |
| Ahmed Fuad II أحمد فؤاد الثاني |                     | Son                                                                               | 26 juli 1952  | 18 juni 1953  | - Avskaffades monarkin och republik etablerad, - Bor för närvarande i exil i Schweiz. |